# Yoann Lebourgeois
Yoann Lebourgeois född 28 april 1985, är en fransk travkusk och montéryttare. Han har bland annat vunnit Frankrikes största montélopp, Prix de Cornulier, två gånger, 2012 med Quif de Villeneuve och 2018 med Traders.

## Karriär
Yoann Lebourgeois är son till travtränaren Laurent Lebourgeois, och började sin travkarriär som lärling hos Joël Hallais. Lebourgeois har specialiserat sig på art rida montélopp, men har även tagit framgångar i sulkylopp. Han kör och rider ofta lopp åt tränaren Philippe Allaire.
Lebourgeois har vunnit flest montélopp i Frankrike tre år i rad (2012, 2013, 2014) och har därför tilldelats utmärkelsen Étrier d'or.
I juni 2017 passerade han 1 000 segrar.
Den 17 december 2018 var Lebourgeois inblandad i en olycka på Hippodrome des Hunaudières i Le Mans tillsammans med Jarmo Niskanen och Adrien Ernault. Lebourgeois kastades ur sulkyn och fick föras till sjukhus tillsammans med Niskanen. Lebourgeois fick inga frakturer, men däremot skador i ansiktet och i ena ögat.

## Större segrar i urval
| År   | Lopp                           | Häst               | Tränare           | Grupp   |
| ---- | ------------------------------ | ------------------ | ----------------- | ------- |
| 2011 | Saint–Léger des Trotteurs      | Up Market          | Philippe Allaire  | Grupp 1 |
| 2012 | Prix de Cornulier              | Quif de Villeneuve | Franck Leblanc    | Grupp 1 |
| 2014 | Saint–Léger des Trotteurs      | Bird Parker        | Philippe Allaire  | Grupp 1 |
| 2014 | Prix de Vincennes              | Bird Parker        | Philippe Allaire  | Grupp 1 |
| 2015 | Critérium des 3 ans            | Charly du Noyer    | Philippe Allaire  | Grupp 1 |
| 2014 | Prix de Vincennes              | Cassandra d'Em     | Jean-Pierre Allix | Grupp 1 |
| 2015 | Prix Albert Demarcq            | Arlington Dream    | Philippe Allaire  | Grupp 2 |
| 2015 | Prix Emmanuel Margouty         | Django Riff        | Philippe Allaire  | Grupp 2 |
| 2015 | Prix Robert Auvray             | Arlington Dream    | Philippe Allaire  | Grupp 2 |
| 2016 | Saint–Léger des Trotteurs      | Dhikti Védaquais   | Philippe Allaire  | Grupp 1 |
| 2016 | Critérium des 4 ans            | Charly du Noyer    | Philippe Allaire  | Grupp 1 |
| 2016 | Prix Albert-Viel               | Django Riff        | Philippe Allaire  | Grupp 1 |
| 2016 | Prix Paul-Viel                 | Django Riff        | Philippe Allaire  | Grupp 2 |
| 2016 | Prix Kalmia                    | Django Riff        | Philippe Allaire  | Grupp 2 |
| 2016 | Prix Gaston Brunet             | Charly du Noyer    | Philippe Allaire  | Grupp 2 |
| 2016 | Prix Jules Thibault            | Charly du Noyer    | Philippe Allaire  | Grupp 2 |
| 2016 | Prix Maurice de Gheest         | Django Riff        | Philippe Allaire  | Grupp 2 |
| 2016 | Prix Victor Régis              | Django Riff        | Philippe Allaire  | Grupp 2 |
| 2016 | Prix Jacques de Vaulogé        | Django Riff        | Philippe Allaire  | Grupp 2 |
| 2016 | Europeiskt treåringschampionat | Django Riff        | Philippe Allaire  | Grupp 1 |
| 2017 | Prix Jean Le Gonidec           | Charly du Noyer    | Philippe Allaire  | Grupp 2 |
| 2017 | Prix Octave Douesnel           | Django Riff        | Philippe Allaire  | Grupp 2 |
| 2018 | Prix de Cornulier              | Traders            | Philippe Allaire  | Grupp 1 |
| 2018 | Prix Kerjacques                | Traders            | Philippe Allaire  | Grupp 2 |
| 2018 | Prix Paul-Viel                 | Fastissime         | Philippe Allaire  | Grupp 2 |
| 2018 | Prix Kalmia                    | Flocki d'Aurcy     | Philippe Allaire  | Grupp 2 |
| 2018 | Prix Reine du Corta            | Fly With Us        | Philippe Allaire  | Grupp 2 |
| 2018 | Prix Annick Dreux              | Fly With Us        | Philippe Allaire  | Grupp 2 |
| 2020 | Prix Victor Régis              | Hohneck            | Philippe Allaire  | Grupp 2 |
| 2021 | Critérium des 5 ans            | Galius             | Séverine Raimond  | Grupp 1 |